# Kenny Dies
«Kenny Dies» («Kenny Muere» en Hispanoamérica, «Kenny Muerto» en España) es el capítulo 78 de South Park, serie animada de Comedy Central, estrenado originalmente el 5 de diciembre de 2001. En particular, el chiste de que Kenny muera en casi todos los episodios de la serie se abandonó después de este episodio y Kenny no volvió a aparecer hasta el episodio «Red Sleigh Down» (Abajo el Trineo Rojo).
También es el primer episodio en donde se toma en serio la muerte de Kenny.

## Argumento
El episodio comienza en una clínica de aborto con una mujer dando su permiso para que los científicos puedan utilizar su feto para la investigación con células madre. El camión de transporte de los fetos de la clínica los transporta a un centro de investigación pero cae a un barranco y los fetos caen en la nieve y luego Cartman pasa por el lugar y los ve y se los lleva con el objetivo de revender los fetos a compañías tontas.
Para su suerte, el gobierno pone una prohibición de la investigación con células madre inmediatamente después. Por su parte, Kenny es diagnosticado con lo que presumiblemente es la distrofia muscular, y a sus amigos y familiares se les dice que probablemente morirá. Los niños (especialmente Cartman) están conmocionados y entristecidos por la noticia, e intentan hacer todo lo posible para apoyarlo y mantenerlo durante su estancia en el hospital, pero menos Stan, que no puede soportar ver morir a Kenny y se niega a visitarlo. Esto marca uno de los pocos episodios en los que los amigos de Kenny lloran su muerte.
Cartman, mientras tanto, tiene un investigador para explicar cómo funcionan realmente las células madre, y se entera de que puedan ser utilizados para ayudar a Kenny. Cartman también menciona el uso de células madre para duplicar una Shakey's Pizza (un restaurante), aunque el investigador le aconseja que la madera sería más adecuada para esa tarea. Cartman da un discurso a la Cámara de Representantes en nombre de la investigación con células madre. Finalmente logra obtener el levantamiento de la prohibición de cantar "Heat of the Moment" de Asia y comienza a visitar las clínicas de aborto en toda el área para recoger más fetos abortados.
Stan, con el apoyo de las palabras del Chef, finalmente se levanta de valor y va a ver Kenny en el hospital, sólo para descubrir que... Kenny ha muerto. Luego Kyle le dice las últimas palabras de Kenny a Stan: "¿Dónde está Stan?", él se acusa a sí mismo de ser el peor amigo de Kenny. Y durante el funeral, Cartman exclama que un milagro ha ocurrido. Él lleva a Stan y Kyle lejos para mostrarles cómo se ha manipulado las células madre de fetos abortados para construir su propio Shakey's Pizza. Kyle impactado asume que todo fue otra de las farsas hipócritas y perversas de Cartman al fingir tomar en serio la muerte de Kenny con el fin de levantar la prohibición de las células madre y formular su propia Shakey's Pizza. Stan se alivia después de saber de que Cartman fue... el peor amigo de Kenny, mientras que Kyle, furioso, le da una merecida golpiza por aprovecharse de la enfermedad de Kenny para sus propios beneficios.

## Producción
Trey y Matt estaban cansados de idear nuevas muertes para Kenny, así que lo mataron de verdad. Desde que Kenny volvió, algunas muertes se repitieron y desde entonces, han ido disminuyendo debido a que a los telespectadores les dio mucha pena su muerte en este capítulo.